# 宇並哲也
宇並 哲也（うなみ てつや、1972年〈昭和47年〉1月9日 - ）は、日本のYouTuber、自動車評論家、編集者。日本カー・オブ・ザ・イヤーの選考委員も務める。YouTube上では「ウナ丼」というハンドルネームを用い、「一生声変わり中の者」を自称する。

## 来歴
- 1994年、三栄書房入社。『Option』、『モト・チャンプ』編集長などを務める[3]。
- 1997年、『新車王』の編集長就任。
- 2006年、フリーランスライターになるとともに、出版社「エンスーCARガイド」を立ち上げる[3]。
- 2011年、YouTubeチャンネル『ウナ丼_STRUT_エンスーCARガイド』を開設[1]。当初は「エンスーCARガイド」発売のDVDなどの宣伝内容が主だった[3]。
- 2017年、YouTubeにオリジナルコンテンツを初投稿[2]。
- 2018年、『ウナ丼_STRUT_エンスーCARガイド』に投稿した動画で初めて収益を得[3][4]、以後次第にYouTuberとしての活動が主となる。
- 2021年、日本カー・オブ・ザ・イヤー選考委員に就任[5]。

## 出演
- ウナ丼_STRUT_エンスーCARガイド
- 月刊自家用車TV
- GENROQ Web
- clicccarTV